# وندنبرک (ویسکانسین)
وندنبرک، ویسکانسین (به انگلیسی: Vandenbroek, Wisconsin) یک سکونتگاه مسکونی در ایالات متحده آمریکا است که در شهرستان اوتاگامی، ویسکانسین واقع شده‌است.

## خصوصیات
وندنبرک ۲۴٫۶ کیلومترمربع مساحت و ۱٬۴۷۴ نفر جمعیت دارد و ۲۱۹ متر بالاتر از سطح دریا واقع شده‌است.